# Сезон ПФК «Звягель» 2022—2023
Сезон ПФК «Звягель» 2022—2023, на початку змагань  — перший сезон виступів на професіональному рівні українського футбольного клубу ПФК «Звягель». Професіональний клуб утворений у місті Звягелі (на той час Новоград-Волинський) у 2022 році народним депутатом України Дмитром Костюком на основі аматорського футбольного клубу «Звягель». Клуб став першим некомунальним професіональним футбольним клубом Житомирської області, провів сезон у Другій лізі України з футболу. Домашні матчі приймав на стадіоні «Авангард», місткістю 3 000 глядачів.

## Історія створення
Професіональний футбольний клуб «Звягель» названий на честь історичної назви міста Новоград-Волинський, є першим професіональним футбольним клубом Звягельщини і єдиним некомунальним професіональним футбольним клубом Житомирської області.
Віддаючи данину традиціям місцевого футболу, ПФК «Звягель» веде свій родовід від 1993 року. Тоді в місті Новоград-Волинський був заснований перший футбольний клуб під назвою «Звягель». Майже десятиліття клуб успішно виступав в чемпіонаті Житомирської області, а також декілька разів спробував свої сили в чемпіонаті України серед аматорів.
З 2002 по 2015 рік Новоград-Волинський на обласній та всеукраїнській арені представляли декілька команд. Найвище досягнення — срібло чемпіонату України з футболу серед аматорів, яке здобув футбольний клуб «Звягель-750» у 2010 році. Наступним кроком у розвитку клубу мала стати участь у Другій лізі, однак мріям місцевих вболівальників тоді не судилося збутися і замість переходу в статус професіоналів клуб чекала ліквідація.
ФК «Звягель» відродився у 2016 році. Метою відродження був розвиток дитячо-юнацького футболу та залучення до команди місцевих гравців. Клуб розпочав виступи у Вищій лізі чемпіонату Житомирщини, а через рік заявив до обласної першості юнацьку команду дублерів, яка складалась з випускників місцевої школи футболу. З 2019 року «Звягель» брав участь у Кубку України серед аматорів, а у 2021 році, маючи в колекції всі можливі трофеї Житомирській області, для подальшої мотивації і розвитку клуб заявився на чемпіонат України серед аматорів, де за підсумками першого кола фінішував у середині турнірної таблиці. Турнір не був дограний через початок рашистами повномасштабної війни проти України. За 2019—2021 роки ФК «Звягель» двічі вигравав чемпіонат Житомирської області, по одному разу — Кубок та Суперкубок Житомирщини.
У 2021 році з ініціативою створення на базі ФК «Звягель» професіонального футбольного клубу до членів «Ради клубу» Степана Нусбаума, Олександра Лавренюка та Руслана Скидана звернувся народний депутат України від Новоград-Волинщини Дмитро Костюк. Мета ініціативи — дати можливість випускникам місцевих дитячих футбольних закладів розпочати кар'єру професіонального футболіста, реалізувати себе на малій Батьківщині, популяризувати спорт в громаді та прославити місто Новоград-Волинський. А також вирішити проблему, з якою стикалися усі аматорські клуби, які в різні роки представляли Звягельщину — як тільки вони перемагали в змаганнях, більшість гравців переходили в інші, професійні, колективи і доводилося щоразу розпочинати все спочатку, адже статус аматорського клубу не давав можливості йому розвиватися далі.
Попри складнощі воєнного часу, від реалізації проекту створення професійного футбольного клубу в Новоград-Волинському було вирішено не відмовлятися. 10 серпня 2022 року було створено громадську організацію "Професійний футбольний клуб «Звягель», яка продовжує славні традиції аматорської футбольної команди. 12 серпня 2022 року «Професійна футбольна ліга України» надала «Звягелю» професійний статус. В сезоні 2022/2023 команда вперше спробувала свої сили в чемпіонаті Другої ліги України з футболу. До складу Ради правління клубу крім Дмитра Костюка (Президента «Звягеля»), Степана Нусбаума, Олександра Лавренюка увійшли також місцеві підприємці Віталій Малярик та Андрій Мармалюк.

## Результати

### 2022—2023: дебютний сезон ПФК «Звягель» у Другій лізі чемпіонату України
Вриватися у історичний дебютний сезон в Другій лізі ПФК «Звягель» змушений був фактично без підготовки. У чемпіонат команда Руслана Скидана увійшла фактично наймолодшою серед учасників — середній вік команди станови менш ніж 22 роки, а дещо молодшими були лише дублюючі склади «Кременя» та запорізького «Металурга».
Разом з тим, до команди приєдналися гравці з неабияким досвідом гри у професіональному футболі — зокрема, Валерій Скидан, Максим Авер'янов, Євгеній Кузнєцов, Вадим Лучка, а також Денис Червінський, який уже раніше двічі виступав за «Звягель» на аматорському рівні.  

#### 2 тур: Васт (Миколаїв)— ПФК Звягель 0:0

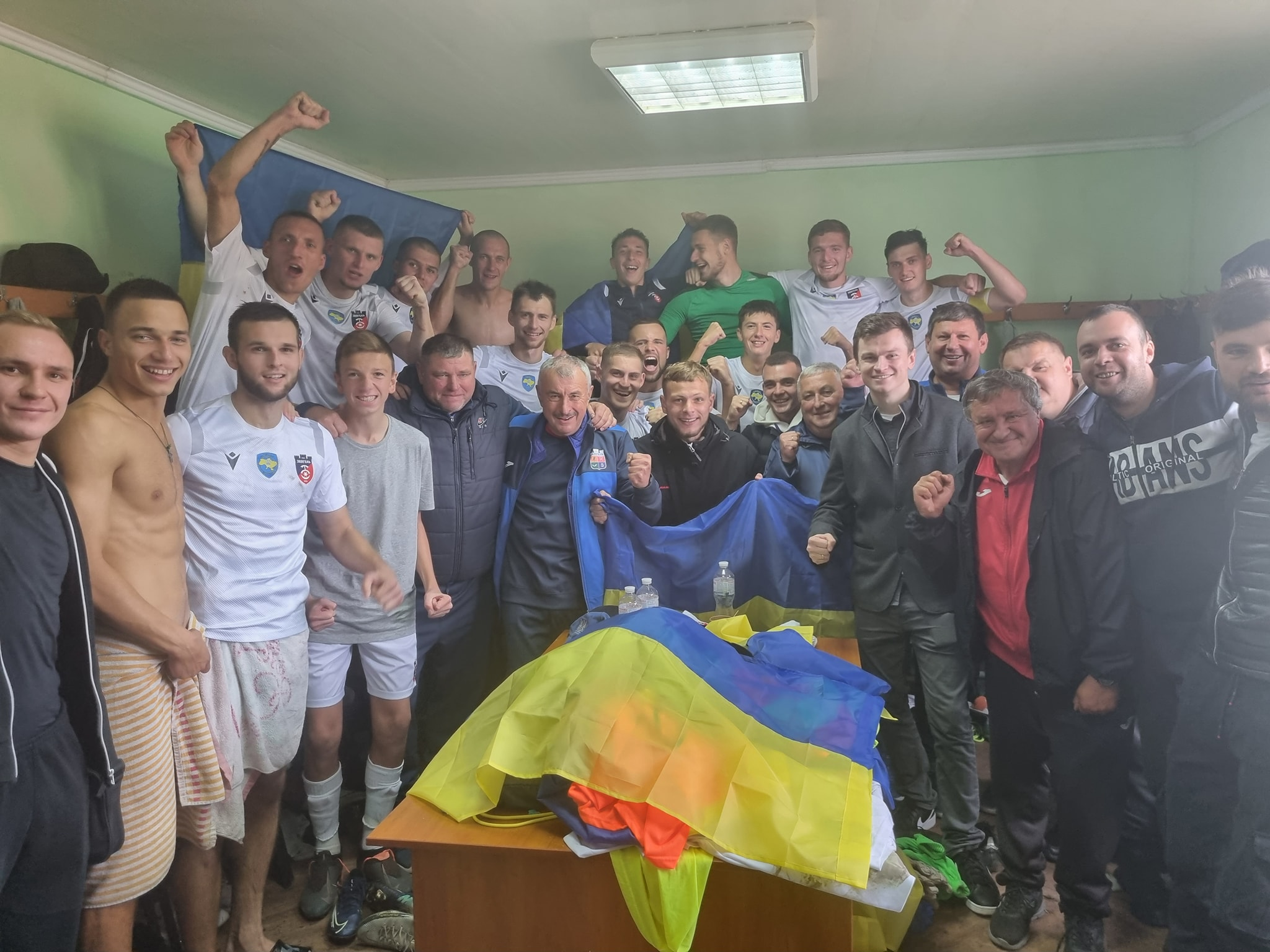
Гравці та керівництво ПФК Звягель після першої історичної перемоги клубу у Другій лізі України з футболу проти Кремінь-2 з рахунком 4:0

Перший матч історичного сезону «Звягель» зіграв у другому турі Другої ліги — поєдинок 1-го туру проти одеського «Реалу Фарми» перенесли на пізніший термін за згодою обох команд. Дебютний поєдинок команди Руслана Скидана відбувся 12 вересня 2022 року в Демидові Київської області на стадіоні «Діназ». Суперник був досить міцним — миколаївський «Васт» свій перший матч у професіональній історії виграв у «Кременя-2» з розгромним рахунком 5:0. Без травмованих гравців та дискваліфікованого Валерія Скидана «Звягель» змушений був дебютувати усього з двома польовими запасними гравцями. Утім, в історичному для себе поєдинку гравці звягельчани чудово відіграли в обороні, так і не давши шансів суперникам забити, а також могли претендувати на перемогу, однак Валерій Нікітчук та Максим Авер'янов не використали стовідсоткові нагоди для взяття воріт суперників. У підсумку, матч завершився безгольовою нічиєю — 0:0.
Цікаво, що у першому матчі сезону одразу шестеро гравців «Звягеля» дебютували в українському дорослому професіональному футболі — голкіпер Андрій Омелянюк, захисник Назар Гаврилюк, півзахисники Андрій Фесенко та Максим Переходько, а також двоє вихованців звягельського футболу — Олександр Лавренюк та Ярослав Ващенко. А капітан команди Денис Червінський за підсумками гри проти «Васта» потрапив до символічної збірної 2-го туру Другої ліги від видання «Спорт Арена» та Професіональної футбольної ліги.

#### 3 тур: ПФК Звягель— Кремінь-2 4:0(Гаврилюк, 45+1, Нікітчук, 57, 83, Ващишин, 87)
17 вересня 2022 року «Звягель» провів історичний перший домашній поєдинок у професіональній футбольній історії. На стадіоні «Авангард» у Новограді-Волинському підопічні Руслана Скидана прийняли «Кремінь-2» з Кременчука. Гості протистояння до звітної гри вже встигли скуштувати смак перемоги в Другій лізі, перегравши столичний «Рубікон» (3:0). А у складі господарів поля готовий був дебютувати за команду ще один новачок — Артур Ващишин — вихованець школи київського «Динамо», який виступав також за одеський «Чорноморець» та хмельницьке «Поділля».
Утім, у звітному матчі велика ігрова та територіальна перевага належала саме футболістам «Звягеля». А у компенсований арбітром час до першого тайму лівий захисник команди Назар Гаврилюк з передачі Дениса Червінського забив історичний перший гол клубу в Другій лізі чемпіонату України. У другому таймі звягельчани продовжили забивати: двічі відзначився нападник команди Валерій Нікітчук, а ще гол на свій рахунок записав Артур Ващишин. До слова, для усіх трьох авторів голів у дебютному домашньому матчі «Звягеля» у Другій лізі ці голи стали першими у їхній професіональній кар'єрі.
За підсумками цього поєдинку Валерія Нікітчука визнали найкращим гравцем 3-го туру Другої ліги від видання «Спорт Арена» та Професіональної футбольної ліги, а воротар Андрій Омелянюк та захисник Назар Гаврилюк — разом із Валерієм Нікітчуком увійшли до символічної збірної 3-го туру Другої ліги.

#### 4 тур: ПФК Звягель— Нива (Бузова) 0:1(Сомов, 48)
У наступному матчі Другої ліги 24 вересня 2022 року ПФК «Звягель» зустрічався із лідером дивізіону — командою «Нива» із села Бузова Київської області. Гості поєдинку були найдосвідченішим колективом чемпіонату за середнім віком та кількістю проведених матчів цими футболістами на професіональному рівні, а також виграли усі свої три перші поєдинки в сезоні. За рівної гри долю матчу вирішив єдиний гол Івана Сомова на початку другого тайму поєдинку, а фінальний свисток арбітра зафіксував мінімальну поразку «Звягеля» (0:1), яка стала для команди Руслана Скидана першою у її професіональній футбольній історії.

#### 5 тур: Нива (Вінниця)— ПФК Звягель 3:2(Загорулько, 11, Кольцов, 54, пенальті, Костюк, 67— Ващишин, 25, Нікітчук, 49)
Наступний суперник «Звягеля» у Другій лізі — вінницька «Нива» — не зовсім вдало розпочав сезон, однак якраз перед звітним туром несподівано розгромно переміг на виїзді «Васт» (3:0), тож розраховував на продовження серії й у домашньому поєдинку проти ще одних дебютантів дивізіону. Матч відбувся 1 жовтня 2022 року у Вінниці на Центральному міському стадіоні.
У першому таймі на гол граючого президента «Ниви» Артура Загорулька гравці «Звягеля» відповіли взяттям воріт від Артура Ващишина після передачі Валерія Скидана — до слова, саме цей гол видання «Спорт Арена» та ПФЛ визнали найкращим у 5-му турі Другої ліги чемпіонату України. У другому таймі Вадим Лучка викотив на порожні ворота Валерію Нікітчуку, який забив свій третій гол у сезоні. Утім, одразу після цього у ворота «Звягеля» призначили неочевидний пенальті, який пізніше викликав чимало запитань у футбольної спільноти, а досвідчений Віталій Кольцов його реалізував. Вирішальний гол у матчі забив гравець «Ниви» Євгеній Костюк, а господарі поля святкували перемогу — 3:2. Цікаво, що цей матч незадовго до завершення перервала військова повітряна тривога, тож гру зупинили майже на годину, а команди при цьому перебували в укритті.

#### 6 тур: ПФК Звягель— Металург-2 (Запоріжжя) 3:2(Скидан, 11, Ващишин, 51, Авер'янов, 62— Товстоног, 43, Златьєв, 70)
Після двох поразок поспіль у Другій лізі «Звягель» проводив домашній поєдинок проти запорізького «Металурга-2». Поєдинок відбувся 7 жовтня 2022 року на стадіоні «Авангард» у Новограді-Волинському. Звягельчанам вдалося забити швидкий гол — після подачі з кутового від Андрія Фесенка та скидки Ігоря Гука свій дебютний матч у професіональній кар'єрі забив Валерій Скидан. Утім, замість того, щоб подвоїти перевагу за великої кількості гольових можливостей, гравці «Звягеля» пропустили гол від Руслана Товстонога наприкінці першого тайму. У другому таймі господарі поля зуміли знову вийти вперед та відзначитися ще двічі зусиллями Артура Ващишина та Максима Авер'янова — в обох випадках асистентом виступав Андрій Фесенко. А «Металург-2» у відповідь організував лише гол Злата Златьєва, тож «Звягель» святкував закономірну перемогу — 3:2.
За підсумками цього матчу Андрій Фесенко, який взяв безпосередню участь у всіх трьох голах своєї команди, був визнаний найкращим гравцем 6-го туру Другої ліги за версією видання «Спорт Арена» та ПФЛ. Також крім нього ще одразу троє гравців «Звягеля» — Артур Ващишин, Валерій Скидан та Євгеній Кузнєцов — увійшли до символічної збірної туру змагань.

#### 7 тур: Рубікон (Київ)— ПФК Звягель 0:3(Ващишин, 50, 71, 76)
Номінально гостьовий матч «Звягеля» проти столичного «Рубікона» за домовленістю сторін відбувся у Новограді-Волинському на стадіоні «Авангард» 15 жовтня 2022 року. У звітному поєдинку підопічні звягельчани володіли перевагою, однак у першому таймі відзначитися так і не зуміли. На старті другого тайму в складі «Рубікона» сталося вилучення — другу жовту картку від арбітра отримав Павло Шостка. А от футболістам «Звягеля» вдалося одразу тричі розписатися у воротах суперників — причому всі три голи забив Артур Ващишин, який оформив перший «хет-трик» в професіональній історії свого клубу. До речі, асистували йому флангові захисники «Звягеля» — двічі Денис Червінський і ще одного разу Назар Гаврилюк. А «Звягель» здобув переконливу перемогу з рахунком 3:0.
За підсумками туру троє звягельчан — Артур Ващишин, Денис Червінський та Андрій Омелянюк — потрапили до символічної збірної 7-го туру Другої ліги від видання «Спорт Арена» та ПФЛ. Ващишин також став першим футболістом «Звягеля», що забивав у трьох матчах поспіль в чемпіонаті України з футболу.

#### 8 тур: ПФК Звягель— Хуст 1:1(Червінський, 42— Луців, 90)
21 жовтня 2022 року «Звягель» зіграв третю поспіль гру на рідному стадіоні «Авангард» у Новограді-Волинському — цього разу проти сусідів по турнірній таблиці та ще одних дебютантів Другої ліги — команди «Хуст». Господарі поля реалізували свою ігрову перевагу наприкінці тайму прямим ударом зі штрафного від капітана команди Дениса Червінського — до слова, саме цей гол визнали найкращим у 8-му турі Другої ліги, а сам правий захисник «Звягеля» вдруге поспіль потрапив до символічної збірної туру від видання «Спорт Арена» та ПФЛ. На жаль, втримати перемогу в цьому матчі підопічним Руслана Скидана не вдалося — на 90-й хвилині Петро Луців зрівняв рахунок, а фінальний свисток зафіксував у матчі нічию — 1:1.

#### 10 тур: Реал Фарма (Одеса)— ПФК Звягель 1:0(Барсуков, 90)
Уже на п'ятий день після матчу проти «Хуста», гравці «Звягеля» грали на важкому виїзді проти другої команди турнірної таблиці — «Реалу Фарми». Матч відбувся 26 жовтня 2022 року на стадіоні «Іван» у Одесі — за домовленістю команди провели посеред тижня матч 10-го туру Другої ліги, яким вони мали закривати осінню частину чемпіонату України.
На звітний поєдинок звягельчани вийшли без свого найкращого бомбардира Артура Ващишина, який отримав травму в попередній грі. Перший тайм протистояння завершився без забитих голів, а підопічні Руслана Скидана втратили ще одного футболіста — пошкодження зазнав захисник Євгеній Кузнєцов. Після перерви саме футболісти «Звягеля» повністю захопили ініціативу на футбольному полі. Утім, Вадим Лучка, Олексій Михалюк, Максим Авер'янов не використали чудові шанси для взяття воріт, а на останній хвилині основного часу господарі поля вибігли у контратаку, яку вдало реалізував Сергій Барсуков. У підсумку, з найдовшого виїзду сезону футболісти «Звягеля» поїхали з прикрою поразкою — 1:0.

#### 9 тур: Чайка (Петропавлівська Борщагівка)— ПФК Звягель 2:0(Пуди, 23, пенальті, Гуськов, 31)
30 жовтня 2022 року в Києві на стадіоні «Лівий Берег» «Звягель» грав проти ще одного з лідерів та «старожилів» Другої ліги — «Чайки». Це був третій поєдинок команди за десять днів, а Руслан Скидан так само не міг розраховувати на Артура Ващишина та Євгенія Кузнєцова. Разом з тим, перший тайм склався для гостей дуже невдало — уже в середині першого тайму гравці «Чайки» заробили право на пенальті, який реалізував Дмитро Пуди, а потім у ворота Андрія Омелянюка залетіла навісна подача зі штрафного від Олександра Гуськова. У другому таймі поєдинку господарі пробивали ще один пенальті, однак цього разу Дмитро Пуди не влучив у ворота. А гравці «Звягеля» мали чудові можливості для того, аби зрівняти рахунок, однак ані Олександр Лавренюк, ані Ярослав Ващенко, ані Максим Авер'янов з Вадимом Лучкою свої моменти не використали, тож у підсумку поїхали додому з поразкою — 2:0.

#### 1 тур: ПФК Звягель— Реал Фарма 1:0(Скидан, 42)

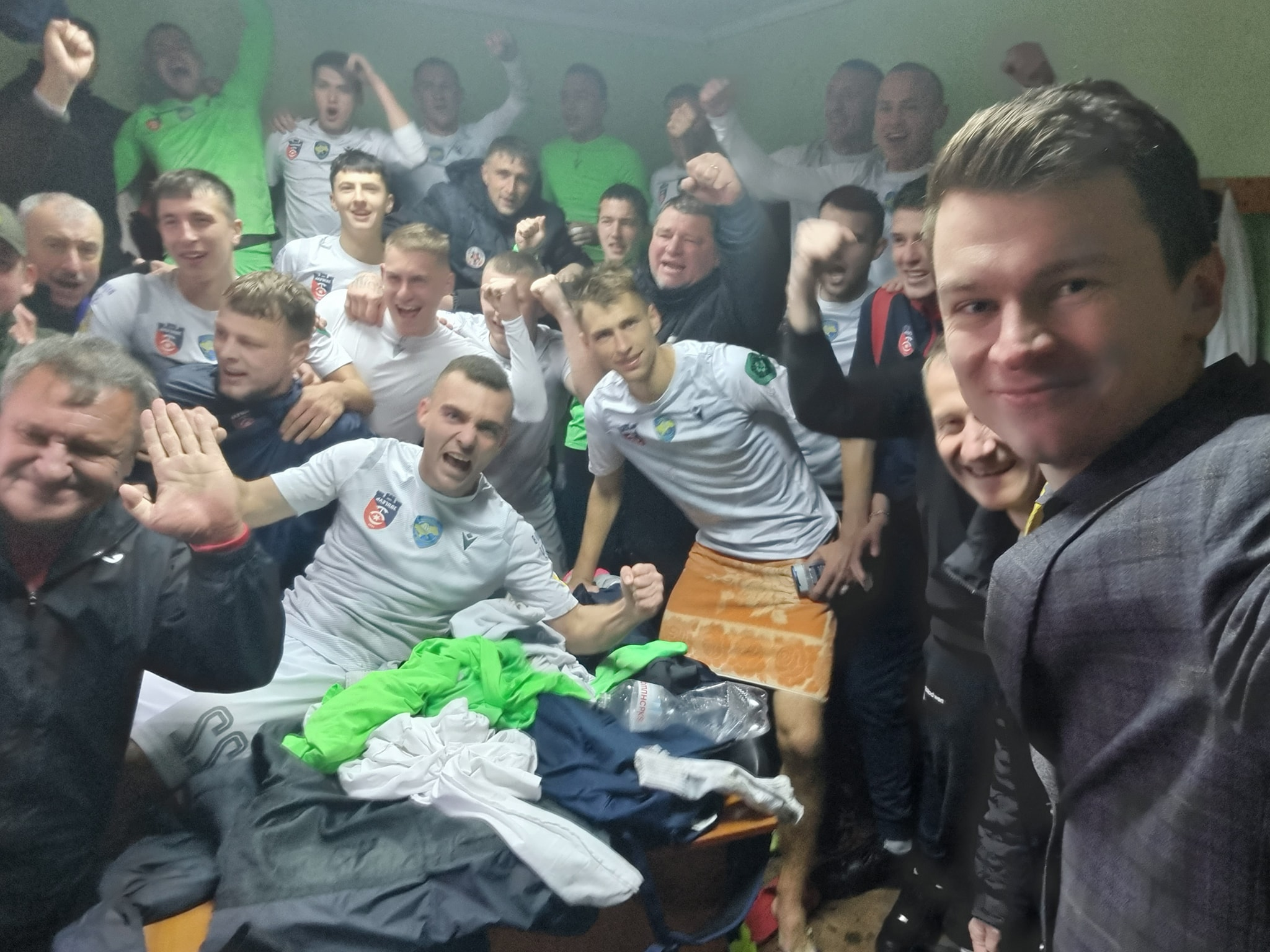
Президент ПФК «Звягель» Дмитро Костюк разом з командою після перемоги Звягеля над другою командою Другої ліги України «Реал Фарма» з Одеси

5 листопада 2022 року ПФК «Звягель» в себе на стадіон «Авангард» грав останній матч осінньої частини сезону в Другій лізі — ним став перенесений матч 1-го туру змагань проти «Реалу Фарми», який команди мали зіграти на два місяці раніше. На звітний поєдинок до складу команди повернувся найкращий бомбардир колективу — Артур Ващишин. Саме він разом із партнерами по команді протягом поєдинку мали чимало нагод для взяття воріт. Утім, вирішальний гол у грі забив центральний захисник команди Валерій Скидан, який вдало зіграв на підбиранні після подачі кутового. Незважаючи на тотальну перевагу, футболісти «Звягеля» у підсумку обмежилися мінімальною перемогою — 1:0. Валерій Скидан потрапив до збірної туру Другої ліги, Вадима Лучку визнано найкращим молодим гравцем.

### Підсумки першого півріччя ПФК «Звягель» у Другій лізі
У підсумку, першу частину дебютного для себе чемпіонату в Другій лізі ПФК «Звягель» завершив на пристойній п'ятій сходинці турнірної таблиці серед десяти колективів. Разом з тим, чимало футболістів команди неабияк проявили себе. Так, до традиційної символічної збірної півріччя Другої ліги (найкращі 33 футболісти півріччя — по три гравці на кожну позицію) потрапило одразу п'ятеро звягельчан — Артур Ващишин, Андрій Фесенко, Денис Червінський, Валерій Скидан та Назар Гаврилюк. За представництвом у цій збірній «Звягель» став третім після «Ниви» (Бузова) та «Чайки». А у збірній півріччя від статистичної платформи серед 11-ти найкращих гравців було троє представників команди — Денис Червінський, Артур Ващишин та Андрій Фесенко.
До слова, Артур Ващишин завершив півріччя з другим результатом у гонці бомбардирів, забивши 6 голів у семи матчах (вище — лише Іван Сомов з «Ниви» Бузової з 9 голами). Андрій Фесенко з відривом став найкращим дриблером півріччя у Другій лізі, Денис Червінський — лідер Другої ліги за кількістю єдиноборств в обороні (94) та за кількістю навісних подач (55), Назар Гаврилюк — за відсотком успішних обводок.  

## ПФК Звягель і ЗСУ
«Перший в історії Новограда-Волинського (Звягеля) Професійний футбольний клуб „Звягель“ існує завдяки Збройним Силам України» — наголошує Президент «Звягеля» Дмитро Костюк. Кожну перемогу команда присвячує нашим захисникам та намагається підтримувати військових.
14 жовтня 2022 року гравці ПФК «Звягель» привітали Захисників та Захисниць України з визначним днем — Днем захисника України, Днем Покрови Пресвятої Богородиці та Днем Українського Козацтва, Днем заснування Української Повстанської Армії, взявши участь у забігу в пам'ять про полеглих героїв-захисників України, що відбувся в місті Звягель. 3 листопада 2022 року разом з землячкою зі Звягеля віце-чемпіонкою України з шашок Тетяною Портянко команда збирала кошти для підтримки роботи фонду Сергія Притули. А в перерві останнього домашнього матчу першого півріччя чемпіонату від імені футбольного клубу Звягель в особі Президента клубу Дмитра Костюка, членів Ради правління, капітана команди, тренера, а також дітей Яблунецього ліцею, які долучилися до команди, клуб подарував 30 окрема механізована бригада ім. князя Костянтина Острозького тепловізор, буржуйки, газові балони, пальники. А військовій частині 7306 — автомобіль та буржуйки, щоб вберігали здоров'я наших захисників в холоди.